# 绍濂乡
绍濂乡，是中华人民共和国安徽省黄山市歙县下辖的一个乡镇级行政单位。

## 行政区划
绍濂乡下辖以下地区：
和平村、岭口村、小溪村、清溪村、古祝村和绍濂村。

## 文物保护单位
绍濂乡拥有以下文物保护单位，均在小溪村

安徽省文物保护单位1处：
- 丛林寺（7-59），绍濂乡小溪村

绍濂乡拥有1处黄山市文物保护单位：
- 小溪塔（第五批市保）,绍濂乡小溪村

以及2处歙县文物保护单位:
- 宝婺中天坊.绍濂乡小溪村
- 桂溪亭,绍濂乡小溪村